# Huedepohlia
Huedepohlia is een kevergeslacht uit de familie van de boktorren (Cerambycidae). De wetenschappelijke naam van het geslacht werd voor het eerst geldig gepubliceerd in 1989 door Martins & Galileo.

## Soorten
Huedepohlia is monotypisch en omvat slechts de volgende soort:
- Huedepohlia pisciformis Martins & Galileo, 1989